# Deșertul Kîzîlkum

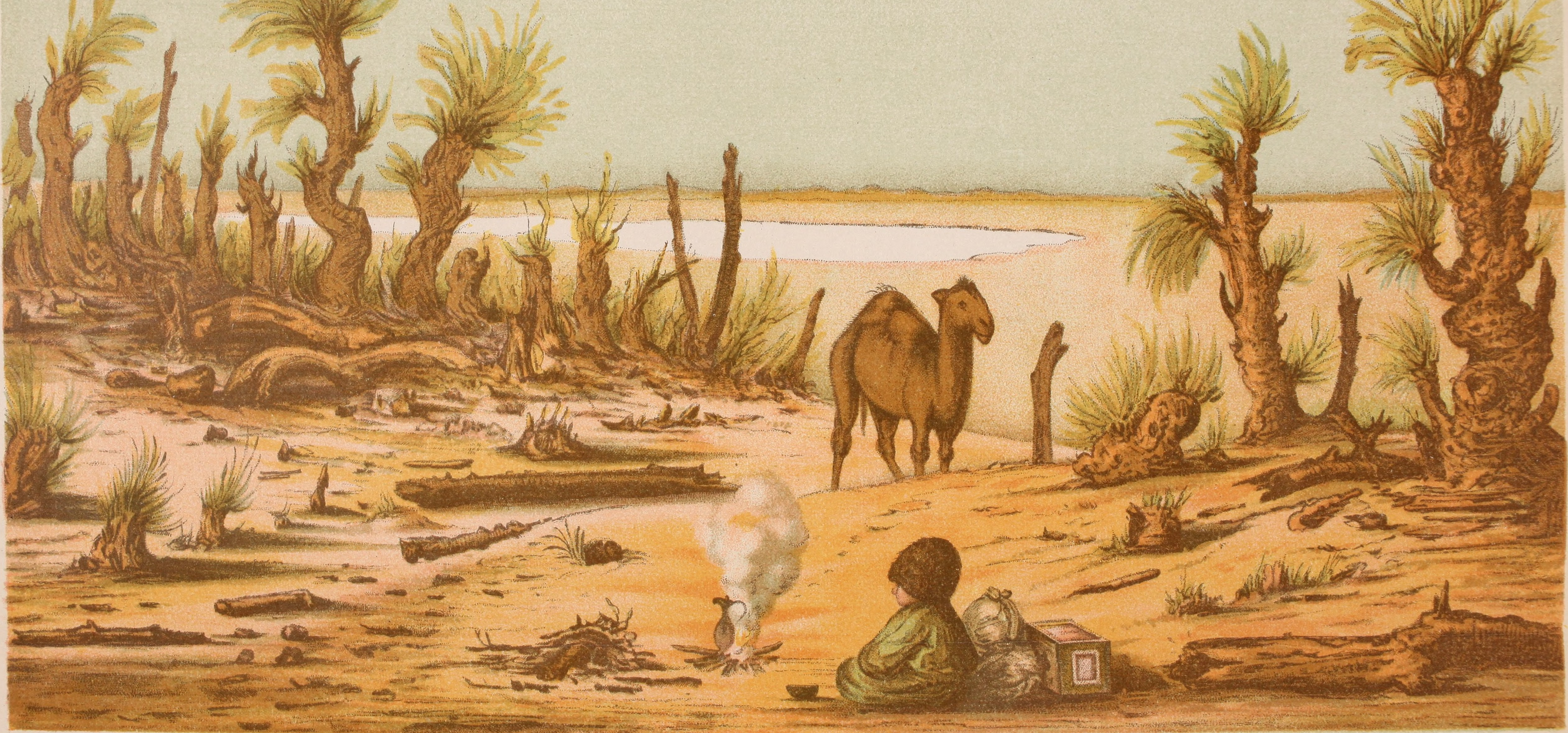
Buletinul Societății Imperiale a naturaliștilor din Moscova -1884

Deșertul Kîzîlkum (uzbecă Qizilqum/Қизилқум, قىزىلقۇم; kazahă Қызылқұм/Qızılqum, قىزىلقۇم, rusă Кызылкум), de asemenea, scris Qyzylqum, este al 16-lea cel mai mare deșert din lume. Numele său înseamnă Nisip Roșu în limbile turcice. Acesta este situat în Asia Centrală în doabul dintre râurile Amu Daria și Sîr Daria, o regiune cunoscută în istorie ca Transoxania sau Sogdiana. Astăzi este împărțit între Kazahstan, Uzbekistan și Turkmenistan. Acest deșert acoperă aproximativ 298 000 km². 

## Geografie
Teritoriul este format în principal de o vastă câmpie, la o altitudine de până la 300 m deasupra nivelului mării, cu o serie de depresiuni și podișuri înalte (Sultanuizdag, Bukantau). Cea mai mare parte din suprafață este acoperită cu dune de nisip (barcane); în nord-vest mari suprafețe sunt acoperite cu takirs (straturi de argilă); există, de asemenea, unele oaze. Există așezări agricole, de-a lungul râurilor și în oaze. Temperaturile pot fi foarte ridicate în timpul lunilor de vară, de la mijlocul lunii mai până la jumătatea lunii septembrie.

Kerki, oraș situat pe malurile râului Amu Daria, a înregistrat 52 °C (126 °F) , în iulie 1983.

## Faună
Fauna deșertului include broască țestoasă rusă (Testudo horsfieldii) și o șopârlă mare, cunoscut ca monitorul transcaspian sau monitorul deșertului (Varanus griseus), care poate ajunge la o lungime de 1,6 metri (5,2 ft).  Antilopa Saiga (Saiga tatarica), de asemenea, ocazional, migrează prin partea de nord a deșertului.
Există o rezervație naturală în Kîzîlkum în provincia Buhara, fondată în 1971. Zona de rezervație se ridică la 101 000 km2 și este situată în zona de luncă numită tugai, drenată de Amu-Daria aproape de localitatea Dargan Ata. Fauna include: cerbi de Buhara (o specie locală de Cervus elaphus), mistreți (Sus scrofa), fazanul comun (Phasianus colchicus), vulturi aurii (Aquila chrysaetus).
O altă rezervație (sau eco-centru), Djeiran, este situată la 40 kilometri (25 mi) la sud de Buhara. Suprafața totală a acestei rezerve este de 51 450 km². Este o zonă de reproducere pentru animale rare, cum ar fi: gazela persană  (Djeyran, Gazella subgutturosa), calul lui Przewalski (Equus ferus przewalskii), kulanul turkmen (Onagru, Equus hemionus kulan) și dropia houbara (Chlamydotis undulata). Rezervația a fost fondată în 1977 pe 5 131 ha.

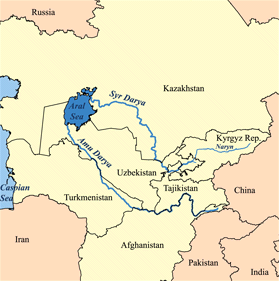
Kîzîlkum este situat între râurile Sîr-Daria și Amu-Daria

## Galerie

Cea mai mare parte din suprafață este acoperită cu dune de nisip.
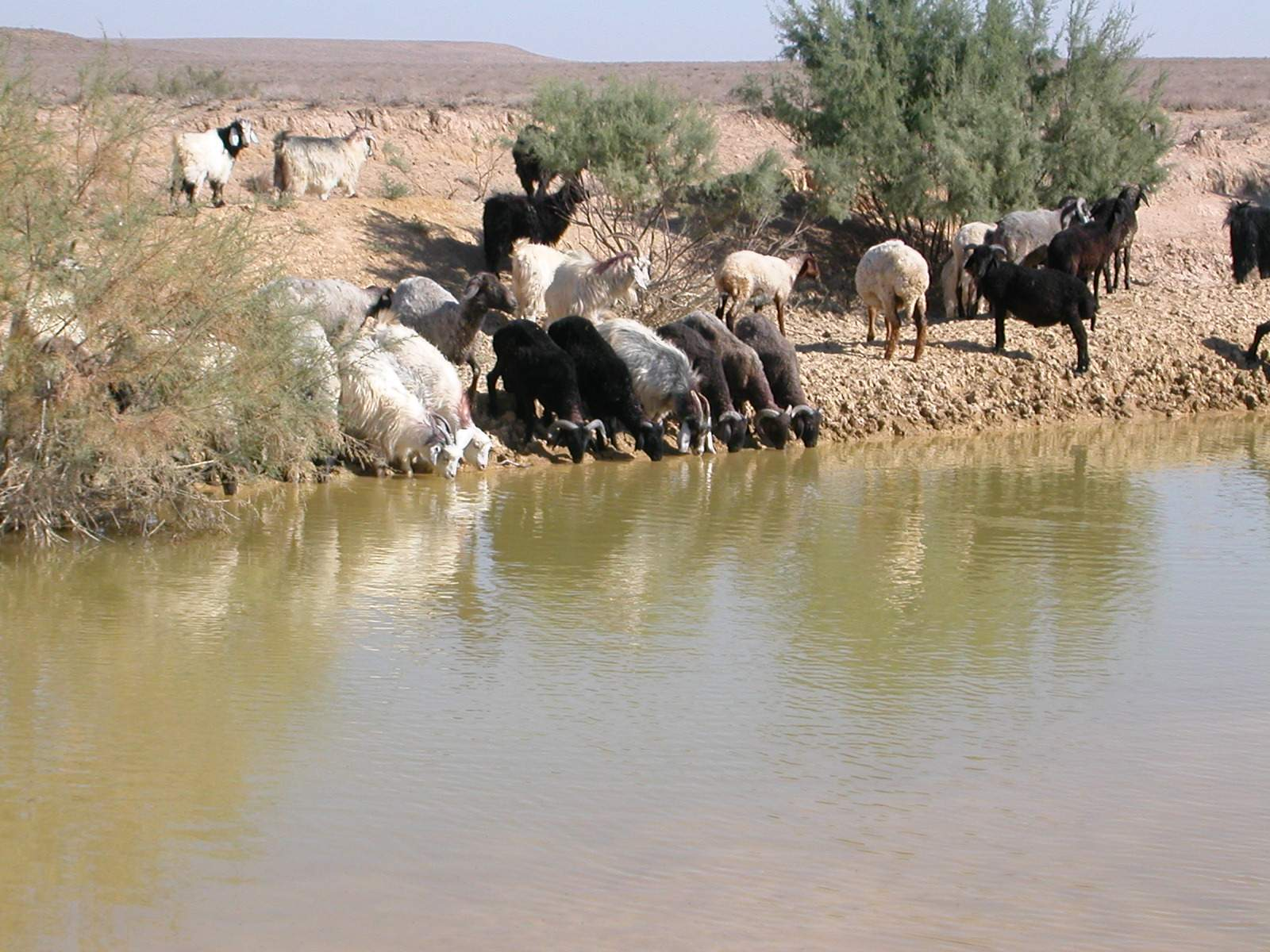
Populația locală folosește întinderi mari din deșertul Kîzîlkum pentru pășunatul animalelor.